# Акуловский сельсовет (Одинцовский район)
Акуловский сельсовет — упразднённая административно-территориальная единица, существовавшая на территории Московской губернии и Московской области до 1968 года.
Акуловский с/с был образован в первые годы советской власти. По данным 1924 года он входил в состав Козловской волости Московского уезда Московской губернии.
В 1929 году Акуловский с/с был отнесён к Кунцевскому району Московского округа Московской области.
28 июля 1960 года в связи с упразднением Кунцевского района Акуловский с/с был передан в восстановленный Звенигородский район.
1 февраля 1963 года Звенигородский район был упразднён и Акуловский с/с вошёл в Звенигородский сельский район. 11 января 1965 года Акуловский с/с был передан в новый Одинцовский район.
27 декабря 1968 года Акуловский с/с был упразднён. При этом селение Лесной городок получило статус дачного посёлка, а Акулово, Бородки, ВНИИССОК, Красный Октябрь и территория дома отдыха «Озёра» были переданы в административное подчинение дачному посёлку Дубки.